# Pietro Fabris (pittore)

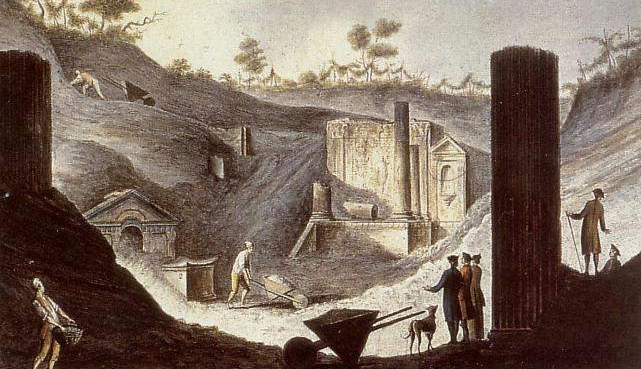
Templi di Pompei

Pietro Fabris (Napoli, 1740 – 1792) è stato un pittore italiano.

## Biografia
Mancano molte informazioni biografiche su questo pittore che fu attivo a Napoli fra il 1756 e il 1792. Si suppone che fosse di origine inglese, visto che egli stesso in molti quadri si firma, accanto al nome, "English painter". Lo stesso nome del pittore è stato messo in dubbio per la difficoltà di interpretarne la firma (da alcuni letta come Pio).
Apprezzato anche in Inghilterra, Fabris nel 1768 espose a Londra alla Free Society e nel 1772 alla Society of Artist.

## Opere
In un suo dipinto giovanile ritrae per la prima volta un soggetto che gli sarà molto caro, ossia un'eruzione del Vesuvio, più precisamente quella del 20 ottobre 1767; nella raffigurazione un flusso di lava travolge una fattoria, flusso che sarà poi contenuto dal Monte Somma, evitando ulteriori danni. Il suo interesse sull'argomento si può vedere anche da un'altra sua attività: fra il 1776 e il 1779 realizza 59 illustrazioni per un trattato di Lord William Hamilton sui vulcani del Regno delle Due Sicilie.

A queste se ne aggiungono anche diverse altre, sempre del Fabris, oggi disperse fra collezioni private e pubbliche in Italia e Regno Unito.
Il suo stile è caratterizzato da ampi spazi aperti, in cui fa risaltare la monumentalità della natura o dell'opera umana; come già detto i suoi soggetti favoriti sono il Vesuvio o comunque vedute di Napoli, spesso rappresentati in momenti drammatici per la città e il territorio circostante.
- Cuccagna a Largo di Castello in occasione della partenza di Carlo III di Borbone per la Spagna nel 1759, 1768, olio su tela, 53,4 x 73,6 cm, Collezione privata